# كلية علوم الشرطة (جامعة الرباط الوطني)
أُنشئت كلية الشرطة لتدريب المنتسبين إليها ولاحقاً تم ضمها إلى جامعة الرباط الوطني ، التابعة للشرطة تحت اسم كلية علوم الشرطة والقانون.
بدأت فكرة إنشاء مدرسة تدريب الشرطة إلى العام 1910م حيث كان مستر بلومبرغ مسؤولاً عن حفظ الأمن بمديرية الخرطوم، وقد أخضع أفراد الشرطة في ذلك الوقت إلى تدريب عملي ونظري في مجال الأعمال الشرطية، وتواصلت جهود بلومبرغ بجهود مستر جون أيوات الذي قدم إلى السودان عام 1924م لوضع تصور لجهاز الشرطة بالسودان، ومن ضمن ذلك تدريب أفراد الشرطة، وقد ارتبطت بإسمه فكرة إنشاء أول مدرسة لتأهيل وتدريب ضباط الشرطة وتم افتتاح تلك المدرسة في عام 1925م بمدينة أم درمان. 

بقيام جامعة الرباط الوطني في عام 2000م تغير اسم الكلية ليصبح كلية علوم الشرطة والقانون حيث أصبحت الكلية تقبل الطلاب من حملة الشهادة السودانية ويتم تخرجهم بمؤهل جامعي في علوم الشرطة والقانون (درجة البكالريوس) , يتم قبول الطلاب عبر أمانة الشؤون العلمية بالجامعة وفق ضوابط التعليم العالي والشروط الفنية والمهنية لرئاسة الشرطة. في العام 2004م خرجت الكلية أول دفعة من حملة البكالريوس في علوم الشرطة والقانون من بينها (10) طلاب من دولتي جزر القمر والصومال؛ إذ تتولى الكلية في إطار التعاون مع الدول الشقيقة تدريب الطلاب من هذه الدول، وقد خرجت الكلية ضباط من عدد من الدول (الصومال، إريتريا، فلسطين، إثيوبيا، الإمارات العربية المتحدة، قطر، اليمن، تشاد، جزر القمر وجيبوتي).

## تاريخ الكلية
تعتبر كلية الشرطة السودانية من أعرق كليات الشرطة في العالمين العربي والأفريقي، إذ يرجع تاريخها إلي العام 1910م حيث أسست كمدرسة لتدريب المستجدين على فنون العمل البوليسي والعلوم القانونية والرماية وطوابير البيادة.
وقد مرت خلال تاريخها الطويل بعدة تنقلات ومحطات هامة أسهمت فيها أنظمة سياسية وإدارية مختلفة حققت لها الريادة خلال فترة امتدت لأكثر من مائة عام على النحو التالي.

### مدرسة تدريب البوليس والإدارة
في عام 1925م أنشأت مدرسة تدريب البوليس والإدارة وكان خريجها يتخرج كمعاون ضابط بوليس.

وفي عام 1936م رفع مستوى المقبولين برفع مؤهل القبول بشهادة كلية غوردون التذكارية أو شهادة الخدمة المدنية، وقد استمر ذلك حتى العام 1937م.

### مدرسة الإدارة والبوليس
خلال هذه الفترة كانت الكلية تخرج ضابط بوليس في سلك البوليس ونواب مامير في سلك الإدارة وسميت بمدرسة الإدارة والبوليس حتى العام 1948م.

### مدرسة البوليس
في عام 1948م تم فصل سلك الإدارة عنها وسميت بمدرسة البوليس حتى عام 1952م وكان موقعها موقع المجلس الوطني الحالي بأم درمان.

### كلية البوليس
في عام 1952م تم ترفيعها إلي كلية البوليس وانتقلت في ذات العام إلي بري، الخرطوم حيث ظلت ترفد الشرطة بعدد مقدر من الضباط سنوياُ وفق منهج أكاديمي وعسكري مدته عامين يتخرج الضابط بدبلوم .

### كلية الشرطة والمعاهد 1981م-1993م
في عام 1979م تم تغيير اسم كلية البوليس إلى كلية الشرطة إثر قرار وزراء الداخلية العرب الخاص بتعريب المسميات في الدول العربية.

في عام 1981م ثم إنشاء معهدين داخل كلية البوليس أحداهما لتدريب الضباط أثناء الخدمة في دورات حتمية قبل الترقي للرتبة الأعلى ويسمى بمعهد تدريب الضباط والأخر لتدريب ضباط الصف والجنود في دورات تدريبية مختلفة وقد استمر ذلك حتى عام 1993م.

### كلية الشرطة
في عام 1993م تم فصل المعهدين عن كلية الشرطة بعد إنشاء أكاديمية الشرطة والتي تولت تدريب الضباط أثناء الخدمة كما تم إنشاء معهد أخر منفصل لتدريب ضباط الصف والجنود وعادت الكلية لمسماها القديم كلية الشرطة حتى عام 2000م تاريخ قيام جامعة الرباط الوطني والتي أصبحت كلية الشرطة إحدى كلياتها.

### كلية علوم الشرطة والقانون
في عام 2000م تغير اسم الكلية ليصير كلية علوم الشرطة والقانون وتتبع لجامعة الرباط الوطني  لتمنح خريجيها درجة البكلاريوس في علوم الشرطة والقانون، وقد تم استيعاب أول دفعة من الطلاب الثانويين عبر مكتب القبول ليتخرجوا برتبة الملازم شرطة في العام 2004م.
عند إنشاء جامعة الرباط الوطني في العام 2000م كانت كلية الشرطة هي النواة التي قامت عليها الجامعة وتم تعديل الاسم إلي كلية علوم الشرطة والقانون وأصبحت الكلية تمنح درجة البكالوريوس لخريجيها بدلاً عن شهادة الدبلوم .

انتقلت الكلية إلي موقعها الحالي في ضاحية سوبا شرق جنوب الخرطوم في 27/11/2008م في مساحة تقدر بمائة وثلاثة وعشرون فداناً .

تضم الكلية مبنى عمادة الكلية والمجمع الأكاديمي وشئون الطلاب ومجمع الشئون المالية والإدارية ومجمعات سكن الطلاب والطالبات بالإضافة إلى ورش ومخازن الإدارة الداخلية والإمداد ومبنى الوحدة الصحية ومجمع إسطبلات الفروسية والمجمع السكني للسادة الضباط والصف والجنود وهناك مبانٍ إضافية شيدت مؤخراً متمثلة في قاعات كبيرة ومبنى للرماية الإلكترونية بالإضافة إلى مجمع معسكر متكامل لإعادة الصياغة ودروه بالذخيرة الحية. بسعة استيعابية إضافية تقدر بحوالي 1000 طالب موزعين على عدد من المجمعات السكنية الإضافية الجديدة لتكون السعة الاستيعابية للكلية حوالي 3000 فقط ثلاثة ألف دارس.

## وصلات خارجية
- الموقع الرسمي لوزارة التعليم العالي والبجث العلمي